# Eutimesius ephippiatus
Eutimesius ephippiatus is een hooiwagen uit de familie Stygnidae.